# Alexander Curly
Alexander Curly, pseudoniem van Harm Douwe Breemer (Haarlem, 14 augustus 1946 – Drachten, 4 juni 2012) was een Nederlandse zanger.

## Levensloop
Voordat hij aan zijn muzikale loopbaan begon, was Breemer steward bij de KLM. Hij speelde in de jaren zestig in de Maestro's. Later vormde hij met de gitarist van deze band het duo Budhi. In 1972 ging hij solo en brak hij door met hit I'll Never Drink Again, nadat hij werd ontdekt door Chiel Montagne in zijn televisieprogramma Op losse groeven van de TROS.
Curly's begeleidingsband was Unit Gloria. De single behaalde de eerste plaats van zowel de Veronica Top 40 als de Hilversum 3 Top 30. In 1999 werd dit nummer gebruikt in een campagne tegen drankmisbruik.
In 1975 stond hij opnieuw bovenaan de hitlijsten met Guus (Guus, kom naar huus, want de koeien staan op springen). Het Aggesus (wanneer ga je naar huus?) over een messentrekkende Turk, scoorde minder hoog en bereikte een 12e plaats. In 1976 ontving hij de Zilveren Harp. In 1977 bracht hij de plaat Zilverdael uit, over trollen, dwergen, elfen en Vendor, geïnspireerd door J.R.R. Tolkiens roman In de ban van de ring.
Met de plaat Hollanders scoorde hij begin 1981 zijn laatste hit in zowel de Nederlandse Top 40, de Nationale Hitparade als de TROS Top 50. Hoewel de plaat niet in de top tien kwam, werd er ook samen met het Nederlands Elftal "De Voetbalhit" opgenomen, een voetbalversie van Hollanders, die uitgroeide tot een van zijn bekendste platen. Ook werkte hij begin jaren tachtig mee aan het satirische televisieprogramma Hollanders van Veronica. Hij deed in 1985 mee aan AVRO's Sterrenslag.
In het midden van de jaren 80, inmiddels woonachtig in het Drentse dorp Ruinerwold, trok Curly zich terug uit de muziek. Hij bracht in 1990 nog een studioalbum uit getiteld Aan U Het Oordeel.
Alexander Curly overleed op 4 juni 2012 aan de gevolgen van prostaatkanker.

## Discografie

### Albums
| Album met eventuele hitnotering(en) in de Nederlandse Album Top 100 | Datum van verschijnen | Datum van binnenkomst | Hoogste positie | Aantal weken | Opmerkingen   |
| ------------------------------------------------------------------- | --------------------- | --------------------- | --------------- | ------------ | ------------- |
| For What It's Worth                                                 | 1973                  | -                     |                 |              |               |
| Vette Jus En Boerenjongens                                          | 1975                  | 06-09-1975            | 1(5wk)          | 13           |               |
| Boeren, Burgers En Buitenlui                                        | 1976                  | -                     |                 |              |               |
| Zilverdael                                                          | 1977                  | -                     |                 |              |               |
| Alle Vrouwen Van De Wereld                                          | 1978                  | -                     |                 |              |               |
| Zilte Zee En Zure Bommen                                            | 1981                  | 03-10-1981            | 16              | 7            |               |
| Het Beste Van                                                       | 1984                  | -                     |                 |              | Verzamelalbum |
| Het Beste Van Alexander Curly                                       | 1989                  | -                     |                 |              | Verzamelalbum |
| Aan U Het Oordeel                                                   | 1990                  | -                     |                 |              |               |

### Singles
| Single met eventuele hitnotering(en) in de Nederlandse Top 40 | Datum van verschijnen | Datum van binnenkomst | Hoogste positie | Aantal weken | Opmerkingen |
| ------------------------------------------------------------- | --------------------- | --------------------- | --------------- | ------------ | --- |
| I Didn't Know                                                 | 1972                  | 26-02-1972            |                 |              | |
| I'll Never Drink Again                                        | 1972                  | 26-08-1972            | 1               | 13           | nr. 1 in de Daverende 30 |
| Samuel's Advice                                               | 1972                  | 20-01-1973            |                 |              | |
| Summertime Lily                                               | 1972                  |                       |                 |              | |
| Dear Mrs. Meyer                                               | 1973                  | 17-11-1973            |                 |              | |
| The Hijacker                                                  | 1973                  | 12-04-1973            |                 |              | |
| Guus                                                          | 1975                  | 20-09-1975            | 1               | 10           | nr. 1 in de Nationale Hitparade |
| Aggesus                                                       | 1975                  | 6-12-1975             | 12              | 7            | nr. 13 in de Nationale Hitparade                                                                                                   |
| De Paling                                                     | 1976                  | 30-10-1976            |                 |              | |
| Hikke Hoeke Hakke Henkie Hoekema                              | 1978                  |                       |                 |              | |
| Het grote sprookjeslied                                       | 1979                  | 26-1-1980             | 24              | 5            | met Corry Konings, Bonnie St. Claire, Sandy, Willem Duyn en Nico Haak; nr. 16 in de Nationale Hitparade / Nr. 23 in de TROS Top 50 |
| Paramaribo                                                    | 1979                  |                       |                 |              | |
| The Singer                                                    | 1979                  |                       |                 |              | |
| The Captain Cries                                             | 1980                  |                       |                 |              | |
| Hollanders                                                    | 1981                  | 3-10-1981             | 13              | 10           | nr. 3 in de Nationale Hitparade / Nr. 15 in de TROS Top 50                                                                         |
| Ich Bin Suzanne                                               | 1981                  |                       |                 |              | |
| Een Kind Een Kind                                             | 1982                  |                       |                 |              | samen met Lenny Kuhr, Bonnie St. Claire, Dimitri van Toren, Shirley Zwerus en Willem Duyn                                          |
| Jodeldodeldee                                                 | 1982                  |                       |                 |              | |
| Geef De Zee Aan De Zeeman                                     | 1982                  |                       |                 |              | |
| Karel De Kever                                                | 1983                  |                       |                 |              | |
| Ik Ben Niet Verliefd                                          | 1984                  |                       |                 |              | |
| Ik Doe Het Wel                                                | 1985                  |                       |                 |              | samen met Will Luikinga en Herman Berkien                                                                                          |
| Costa Del Sol                                                 | 1985                  |                       |                 |              | |
| Goejanverwellesluis                                           | 1990                  |                       |                 |              | |
| P.C. Blues                                                    | 1990                  |                       |                 |              | |
| Het Grote Galgenlied                                          | 1991                  |                       |                 |              | B kant: Mosselen |

### NPO Radio 2 Top 2000
| Nummers met noteringen in de NPO Radio 2 Top 2000 | '99  | '00  | '01  | '02  | '03  | '04  | '05  | '06  | '07  | '08  |
| ------------------------------------------------- | ---- | ---- | ---- | ---- | ---- | ---- | ---- | ---- | ---- | ---- |
| Guus                                              | 1304 | 905  | 1098 | 1162 | 1354 | 1335 | 1349 | 1738 | 1264 | 1383 |
| I'll Never Drink Again                            | -    | 1217 | 943  | 1263 | 1469 | 1123 | 1539 | 1842 | 1211 | 1401 |

1. ↑  Een '-' betekent dat het nummer niet was genoteerd en een vetgedrukt getal geeft de hoogste notering van een nummer aan.
2. ↑  Deze tabel is bijgewerkt tot en met de laatste editie (2024).